# Лес Шеннон
Лес Шеннон (англ. Les Shannon, 12 березня 1926, Ліверпуль — 2 грудня 2007, Лейтон-Баззерд) — англійський футболіст, що грав на позиції нападника. По завершенні ігрової кар'єри — тренер.
Виступав за клуби «Ліверпуль» та «Бернлі». Як тренер значну частину кар'єри провів у Греції, де став триразовим володарем національного Кубка.

## Ігрова кар'єра
Народився 12 березня 1926 року в місті Ліверпуль. Через свій невисокий зріст (170 см) Лес не зумів потрапити в академію «Евертона», втім в листопаді 1944 року підписав контракт з іншим місцевим клубом «Ліверпуль».
Лес дебютував за першу команду «червоних» 17 квітня 1948 року, в кінці сезону 1947/48, коли замінив  в домашньому матчі проти «Манчестер Сіті». Це був один з усього лише двох матчів, які пропустив Альберт в тому сезоні. У наступному сезоні Шеннон відіграв в перших десяти турах, оскільки Стаббінс був травмований, але після цього був замінений Сирілом Даном. Єдиний свій гол за «Ліверпуль» він забив у ворота «Шеффілд Юнайтед» 30 серпня 1948 року.
В листопаді 1949 року Шеннон перейшов в «Бернлі» за 6000 фунтів стерлінгів. У новій команді спочатку теж не був на перших ролях, але з сезону 1951/52 став основним гравцем, виступаючи в парі з Джиммі Макілроєм і залишався ним протягом семи сезонів аж до приходу на посаду головного тренера Гаррі Поттса у 1958 році. При ньому Шеннон зіграв лише у восьми матчах протягом наступного сезону 1958/59, після чого у серпні 1959 року завершив ігрову кар'єру.

## Кар'єра тренера
Після того, Шеннон закінчив свій виступ за «Бернлі», він очолив їх резервну команду, де працював протягом року. У 1959 році Лес повернувся в Ліверпуль і аж до 1962 року тренував молодіжну команду «Евертона», поки не приєднався до тренерського штабу Біллі Райта в «Арсеналі», де вони працювали у тандемі аж до 1966 року.
Після чотирьох років, проведених на «Гайбері», Шеннон зайняв пост головного тренера в клубі Другого дивізіону «Бері», який закінчив сезон на дні турнірної таблиці і вилетів з Ліги. На наступний рік команда Шеннона знову повернулася у Другій дивізіон, випередивши «Оксфорд Юнайтед», але всього лише для того, щоб в 1969 році знову опуститися в самий низ таблиці, після чого Шеннон покинув клуб і очолив «Блекпул». З цією командою Лес став другим у Другому дивізіоні 1969/70 і вивів її в елітний дивізіон. Втім там команда виступала невдало і йшла на останньому місці, тому Шеннон покинув клуб по ходу наступного сезону, а команда вже без Леса понизилась у класі.
У 1971 році Шеннон переїхав до Греції, прийнявши пропозицію ПАОКа, який він очолював до 1974 року. З грецьким клубом він двічі виграв Кубок країни в 1972 і 1974 роках, а також став віце-чемпіоном Греції в 1973 році і зіграв в чвертьфіналі Кубка володарів кубків 1973/74 проти «Мілана». Незважаючи на його досягнення Шеннон все ж був звільнений з поста головного тренера ПАОК 1974 році, після чого він очолив «Іракліс». Цьому клубу він допоміг виграти єдиний трофей за весь час їх існування — Кубок Греції в 1976 році.
Після цього Шеннон став головним тренером «Олімпіакоса», з яким став віце-чемпіоном у сезоні 1976/77, після цього шість місяців тренував «Панахаїкі», а потім очолював ОФІ з острова Крит.
Потім Шеннон ненадовго повернувся в Англію в якості радника в «Порт Вейл», а після цього очолив норвезький «Бранн» та знову очолював ОФІ, перш ніж назавжди повернутися в Англію в 1984 році. Там він влаштувався в Бедфордширі і зайняв пост скаута в «Лутоні», працюючи до 2001 року. Після закінчення тренерської кар'єри, Лес Шеннон працював на телебаченні.
2 грудня 2007 року, у віці 81 року, Шеннон пішов з життя після тривалої боротьби з хворобою Альцгеймера.

## Титули і досягнення

### Як тренера
- Володар Кубка Греції (3):

ПАОК: 1971–72, 1973–74
«Іракліс»: 1975–76